# Winter van 2013-2014
De winter van 2013-2014 in het noordelijk halfrond behoort zowel in Nederland als in België tot de allerzachtste sinds het begin van de officiële metingen. Het KNMI noteerde een gemiddelde wintertemperatuur van 6,0 °C, precies even hoog als in de winter van 1989-1990. Het KMI legde een gemiddelde wintertemperatuur van 6,3 °C vast.
Er werd ook een absoluut record gebroken; het koudegetal bleef in De Bilt gedurende deze hele winter op 0,0 staan. Dit was in de geschiedenis van de metingen nog nooit eerder voorgekomen.
De winter was in het grootste deel van Europa over het geheel genomen (veel) warmer dan gemiddeld. Alleen in de Baltische staten en Rusland werd het in de loop van januari koud door binnenstromende poollucht, die er echter nauwelijks in slaagde West-Europa te bereiken. Het uiterste noordoosten van Nederland kreeg iets meer winters weer vanuit het oosten mee dan de rest van Nederland en België, waar vrijwel de hele winter de warme lucht uit het zuiden bleef overheersen.
1974-1975 · 1988-1989  · 1989-1990  · 1999-2000 · 2006-2007 · 2013-2014 · 2014-2015 · 2015-2016 · 2019-2020